# Ho Chi Minh City Wings
Ho Chi Minh City Wings (Đôi cánh Đô thành) là một đội bóng rổ chuyên nghiệp có trụ sở tại Thành phố Hồ Chí Minh, Việt Nam. Đội đã tham dự giải bóng rổ chuyên nghiệp đầu tiên của Việt Nam VBA từ mùa giải đầu tiên năm 2016.

## Sân nhà
- Nhà thi đấu TDTT Hồ Xuân Hương

## Thành tích
| Mùa giải | Giải đấu | Thành tích |
| -------- | -------- | ---------- |
| 2016     | VBA      | Á quân     |
| 2019     | VBA      | Hạng 3     |

Đội Hình

### Hiện tại
Lưu ý: Quốc kỳ cho đội tuyển quốc gia được xác định tại quy chuẩn FIBA. Các cầu thủ có quốc tịch không thuộc FIBA sẽ không được hiển thị.